# Aeropuerto Internacional de Norfolk
El Aeropuerto Internacional de Norfolk (IATA: ORF, OACI: KORF, FAA LID: ORF) es un aeropuerto civil situado a 5 km al noreste del centro de Norfolk, en Virginia, Estados Unidos. Es propiedad de la Autoridad Aeroportuaria de Norfolk. El aeropuerto sirve a toda el área metropolitana de Hampton Roads al sureste de Virginia (junto con el Aeropuerto Internacional Newport News/Williamsburg en Newport News) así como al noreste de Carolina del Norte.
Ofreciendo cerca de 200 llegadas y salidas diarias a las principales ciudades de los Estados Unidos, el aeropuerto internacional de Norfolk figura actualmente en el ranking de los 65 aeropuertos más importantes del país en número de pasajeros atendidos anualmente, con 3.88 millones en 2005, con 3.70 millones en el año 2006, y 3.71 millones en el año 2007. Las tres principales aerolíneas que hay en el aeropuerto, por número de operaciones, son Southwest Airlines con el 22.77%, seguido por US Airways con el 21.96% y Delta Air Lines con el 20.58%.
El aeropuerto internacional de Norfolk no atiende actualmente a ningún pasajero internacional si bien, el aeropuerto si está preparado para ello. Existen vuelos internacionales de carga en el aeropuerto.

## Historia
Desde 1903, Hampton Roads dispone de una línea de conexión con la aviación. El Virginian-Pilot con sede en Norfolk, Virginia, fue uno de los primeros periódicos del país en publicar como testigos directos el primer vuelo histórico de los hermanos Wright.
En 1926, los ciudadanos de Norfolk dispusieron de sus primeros vuelos comerciales con Mitten Line, operado por Philadelphia Rapid Transit Air Service, Inc. El vuelo de ida y vuelta a Washington y Filadelfia (Pensilvania) estuvo disponible sólo unos pocos meses antes de que los altos costes les obligasen a cancelarlos. En 1929, Ben Epstein, un piloto veterano de la Primera Guerra Mundial, comenzó a efectuar vuelos entre Norfolk y Richmond desde su aeródromo en Granby Street en Norfolk. Ese mismo año, Ludington Line comenzó a operar el primer servicio diario regular desde el aeródromo de Epstein a Washington D. C. Al contrario que en los vuelos ejecutivos de hoy en día, un vuelo en 1929 era una ocasión para que acudiesen la familia, amigos, fotógrafos y llevar buenos ropas. Las mujeres embarcaban con sus mejores galas a bordo del Fokker Trimotor de 10 plazas mientras los hombres las seguían ataviados con sombreros altos. Una semana más tarde, Eddie Rickenbacker fundó Eastern Air Lines haciendo su primera aparición en Norfolk con dos vuelos diarios con Richmond.
Los vuelos comerciales se vieron lastrados en 1932 cuando la armada se opuso a la ampliación del aeródromo de Granby Street por su proximidad a la Base Aéronaval de Norfolk. Las operaciones comerciales se desplazaron al aeropuerto Glenrock (cerca de lo que es ahora el centro comercial JANAF), pero en 1932, la Gran Depresión comenzó a mostrarse en la aviación y todos los vuelos comerciales fueron suspendidos de manera indefinida. Norfolk no tuvo vuelos durante los cinco años siguientes.
En 1938, el campo de golf Truxton Manor propiedad de la ciudad fue convertido en el Norfolk Municipal Airport, y se le dotó de una pista de 3500 pie (1066,8 m). Este lugar se situaría al sur de la base permanente de vuelos comerciales Tidewater. Penn Central Airlines (ahora United Airlines) utilizó una construcción remodelada del club de golf como terminal de pasajeros. 
La primera terminal permanente fue concluida en 1940. Con la Segunda Guerra Mundial, el aeropuerto municipal de Norfolk se convirtió en un centro de operaciones vital para las unidades de combate. Las unidades aeronavales tomaron el control de las instalaciones del aeropuerto entre 1942 y 1947, ampliando la pista y construyendo dos pistas nuevas para atender el elevado incremento de vuelos con aviones cada vez más grandes. Cuando las tropas regresaron del conflicto, las unidades aeronavales devolvió el dominio del aeropuerto a la ciudad, y los vuelos comerciales recibieron un fuerte impulso con dos nuevas aerolíneas de vuelos regulares.
En 1948, Piedmont Airlines inició sus vuelos. Ese mismo año, se inauguró una terminal más grande y moderna.
A principios de los 50, se pusieron más vuelos en Norfolk que en Nueva York, en el Aeropuerto La Guardia.
En 1950, la responsabilidad del aeropuerto recayó en la recién creada Autoridad Industrial y portuaria de Norfolk (NPIA) que propició que el aeropuerto municipal de Norfolk se convirtiese en uno de los mejores de la nación y uno de los que más operaciones tenía. En 1951, se inauguró oficialmente la nueva terminal. 
En los 60, se produjo la total transición de los aviones de hélice a los reactores. El aeropuerto municipal de Norfolk se hizo eco de las nuevas demandas para hacer las pistas más largas y fuertes y dotar al aeropuerto de un mayor número de calles de rodadura, y los puestos de reactores se convirtieron en la regla, no en la excepción. Como resultado, en 1968, el aeropuerto fue oficialmente reconocido como el centro de transporte aéreo para toda la región de Hampton Roads, y comenzó a ser conocido como aeropuerto regional de Norfolk. Para prepararse para el crecimiento exponencial de las siguientes tres décadas, NPIA desarrolló un plan director que situaría al aeropuerto en los estándares esperados para el siglo 21. 
En 1974, el aeropuerto inauguró su nueva terminal del arte, y se aseguraron territorio para una futura ampliación. 
En 1976, el aeropuerto cambió su nombre por el de Aeropuerto Internacional de Norfolk con la creación de instalaciones aduaneras federales. También se planeó un futuro edificio de bomberos, un hangar de mantenimiento, una torre de control así como todo aquello que se demostrase necesario. Sin embargo, uno de los retos principales del aeropuerto en su ampliación fue el crear un jardín botánico, creando una gran zona verde, que le diese renombre entre el aeropuerto y el mundo exterior. El aeropuerto internacional de Norfolk, se convirtió en un modelo nacional de reconciliación entre ampliación aeroportuaria y un delicado santuario ecológico. 
En los 80, se produjeron varios cambios. Se abrió una nueva instalación de aviación general y una nueva terminal de carga para dar servicio a todos los vuelos. El aparcamiento también fue ampliado. También el nombre de los responsables del aeropuerto cambiaron en 1988 - de la Autoridad Industrial y Portuaria de Norfolk al de Autoridad del Aeropuerto de Norfolk. 
Los cambios prosiguieron durante los 90 para preparar al aeropuerto internacional de Norfolk para el crecimiento futuro. La terminal de carga aérea y el aparcamiento fueron ampliados y las zonas de pasajeros remodeladas. 
En 1991, el aeropuerto internacional de Norfolk concluyó un nuevo módulo de 10 puertas de embarque adicionales, hasta alcanzar un total de 24 puertas de embarque. La nueva estación de bomberos y la nueva torre de control del tráfico aéreo de la FAA comenzaron a operar. 
Para tomar una cierta ventaja en la era de la informática, el aeropuerto internacional de Norfolk fue el primer aeropuerto en crear su propia página web, y se crearon nuevas aplicaciones de Internet para proporcionar a los pasajeros avisos por correo electrónico, servicios de banca, negocios, o reservas. 
La Autoridad Aeroportuaria de Norfolk continuó con el desarrollo de su plan director para asentar el camino a recorrer durante los siguientes 30 años en el aeropuerto internacional de Norfolk. El proyecto que más desembolso tuvo, fue concluido en junio de 2002. El proyecto de 133 millones de dólares incluía un nuevo edificio de llegadas de 243 000 pies cuadrados (23 000 m²) con un sistema automático de tratamiento de equipajes; un aparcamiento cubierto de 2.850 plazas; remodelaciones y mejoras de pistas y calles de rodadura; remodelaciones en la terminal principal; y un nuevo programa de concesiones de restaurantes y tiendas. Las futuras ampliaciones de los aparcamientos de larga estancia, la terminal de carga y las instalaciones de aviación general así como la construcción de una pista adicional son los principales elementos del plan director del aeropuerto. Todas estas mejoras han sido diseñadas y muy estudiadas para que sean una realidad antes de que exista una necesidad realmente extrema.
El aeropuerto internacional de Norfolk tuvo vuelos regulares internacionales a Canadá con reactores regionales Bombardier CRJ de Air Canada a comienzos de 2000, sin embargo la ruta fue cancelada poco después de los ataques terroristas del 11 de septiembre de 2001.
El aeropuerto internacional de Norfolk es actualmente el tercer aeropuerto con más movimiento del estado de Virginia. (Por detrás de Washington Dulles y Washington National)

### Eventos históricos
- 7 de abril de 1938 - El actual emplazamiento del aeropuerto fue inaugurado con Penn Central (ahora United Airlines) proporcionando el primer servicio aéreo. Se llamaba aeropuerto municipal de Norfolk.
- 3 de marzo de 1940 - Se inaugura la primera terminal.
- 1942-1947 - Durante la Segunda Guerra Mundial, las unidades aeronavales de Estados Unidos tomaron el control del aeropuerto.
- Octubre de 1947 - Se devuelve la dirección del aeropuerto a la ciudad.
- 1 de julio de 1948 - Se crea la Autoridad Industrial y Portuaria de Norfolk (NPIA).
- 1 de mayo de 1949 - NPIA dará su supervisión a las operaciones y mantenimiento del aeropuerto.
- 1 de enero de 1950 - NPIA se convierte en el responsable del aeropuerto.
- 5 de mayo de 1951 - Se abre la segunda terminal.
- 1968 - El nombre se cambia por el de Aeropuerto Regional de Norfolk.
- 6 de octubre de 1970 - La ciudad hace propietaria del aeropuerto a NPIA.
- 18 de enero de 1974 - Se inaugura el edificio terminal por mandatarios locales y nacionales.
- 21 de enero de 1974 -Las aerolíneas comienzan a operar en la nueva terminal.
- 19 de enero de 1976 - Su nombre se cambia oficialmente por el de Aeropuerto Internacional de Norfolk International Airport.
- 1 de febrero de 1983 - Se abren nuevas zonas de aviación comercial en el aeropuerto.
- 1 de enero de 1985 - Se abre la nueva terminal de carga.
- 1 de octubre de 1986 - Se concluye la primera fase del aparcamiento del aeropuerto.
- 4 de abril de 1988 - El nombre del responsable aeroportuario cambia de "Autoridad Industrial y Portuaria de Norfolk" a "Autoridad del Aeropuerto de Norfolk".
- 7 de abril de 1988 - El aeropuerto internacional de Norfolk celebra su 50 aniversario.
- 1 de mayo de 1988 - Se termina la fase II de la terminal de carga.
- 1 de octubre de 1990 - Se concluye la fase II del aparcamiento del aeropuerto.
- junio de 1991 - se concluye la ampliación del módulo B, añadiendo 10 puertas.
- junio de 1992 - Se concluye la remodelación de las zonas de pasajeros de la terminal.
- agosto de 1993 - Se concluye la nueva estación de bomberos.
- 22 de enero de 1995 - Comienza a operar la nueva torre de control del tráfico aéreo.
- agosto de 1996 - Se concluye la edificación de mantenimiento de la máquina quita-nieves, así como del personal de mantenimiento del aeropuerto.
- 1 de enero de 1998 - el aeropuerto celebra su 60 aniversario de operación en Hampton Roads.
- agosto de 2000 - El aeropuerto completa el nuevo programa de concesiones de tiendas y restaurantes. Se inauguran las nuevas instalaciones de entrenamiento contra-incendios, dotadas de equipamientos y sistemas pioneros.
- agosto de 2001 - Completada la remodelación de la zona pública de la terminal principal.
- 27 de junio de 2002 - Se inaugura la zona de llegadas de la terminal y el aparcamiento.
- 1 de julio de 2002 - Se abre al público la nueva terminal de llegadas.

## Instalaciones

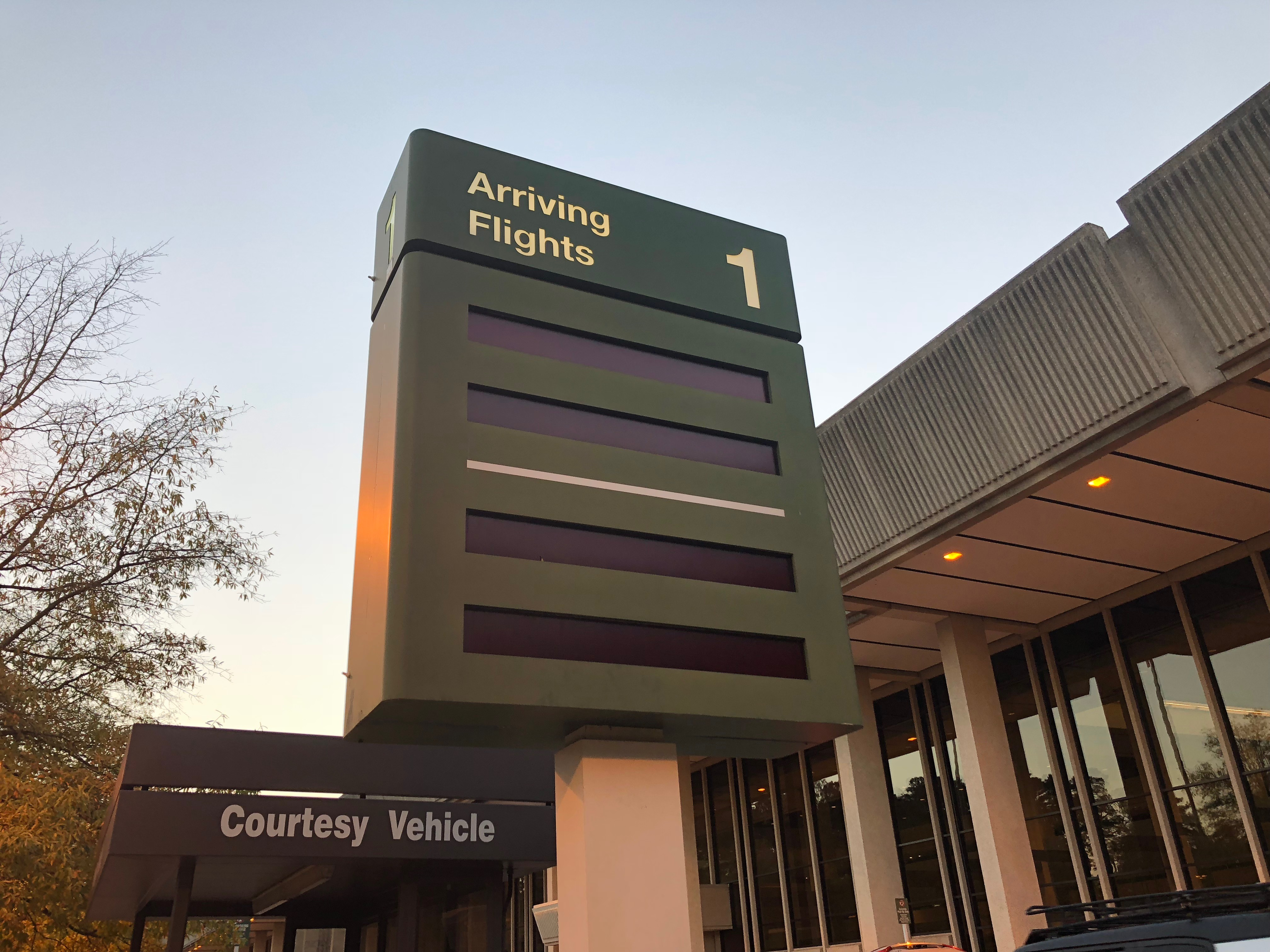
Una señal de llegada de vuelos.

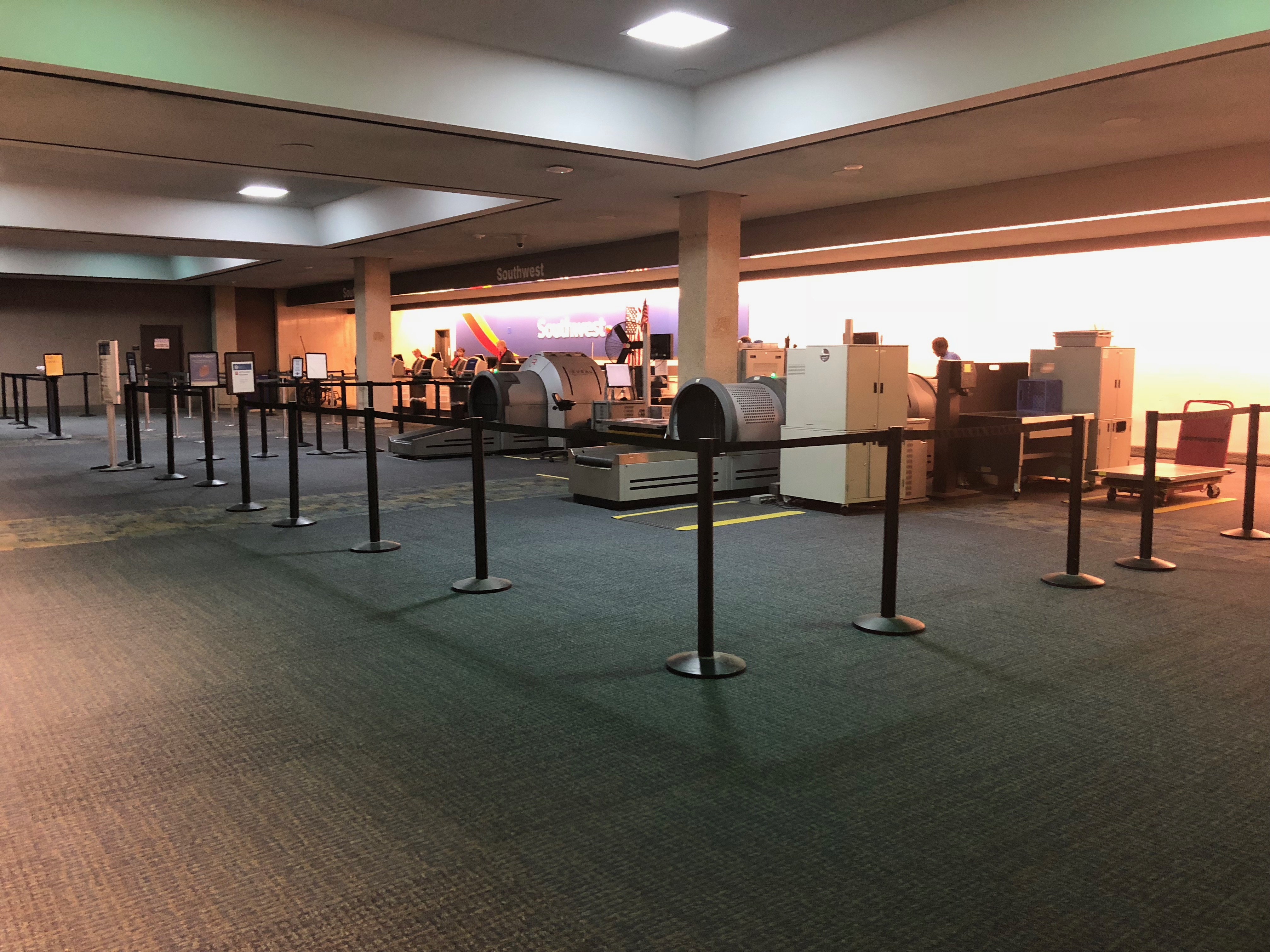
Mostrador de facturación de Southwest Airlines.

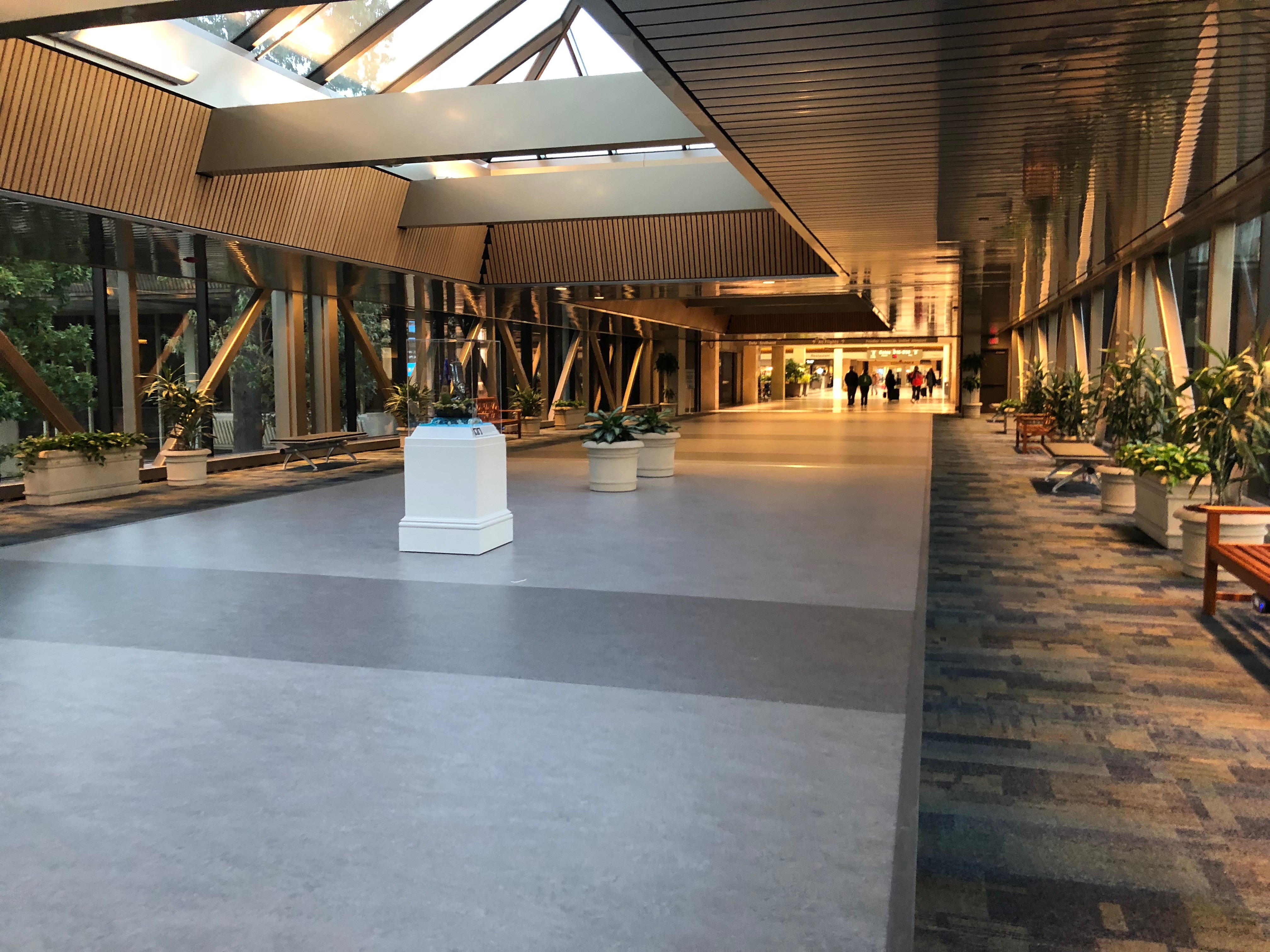
Puente que conecta el edificio de Llegadas y Salidas.

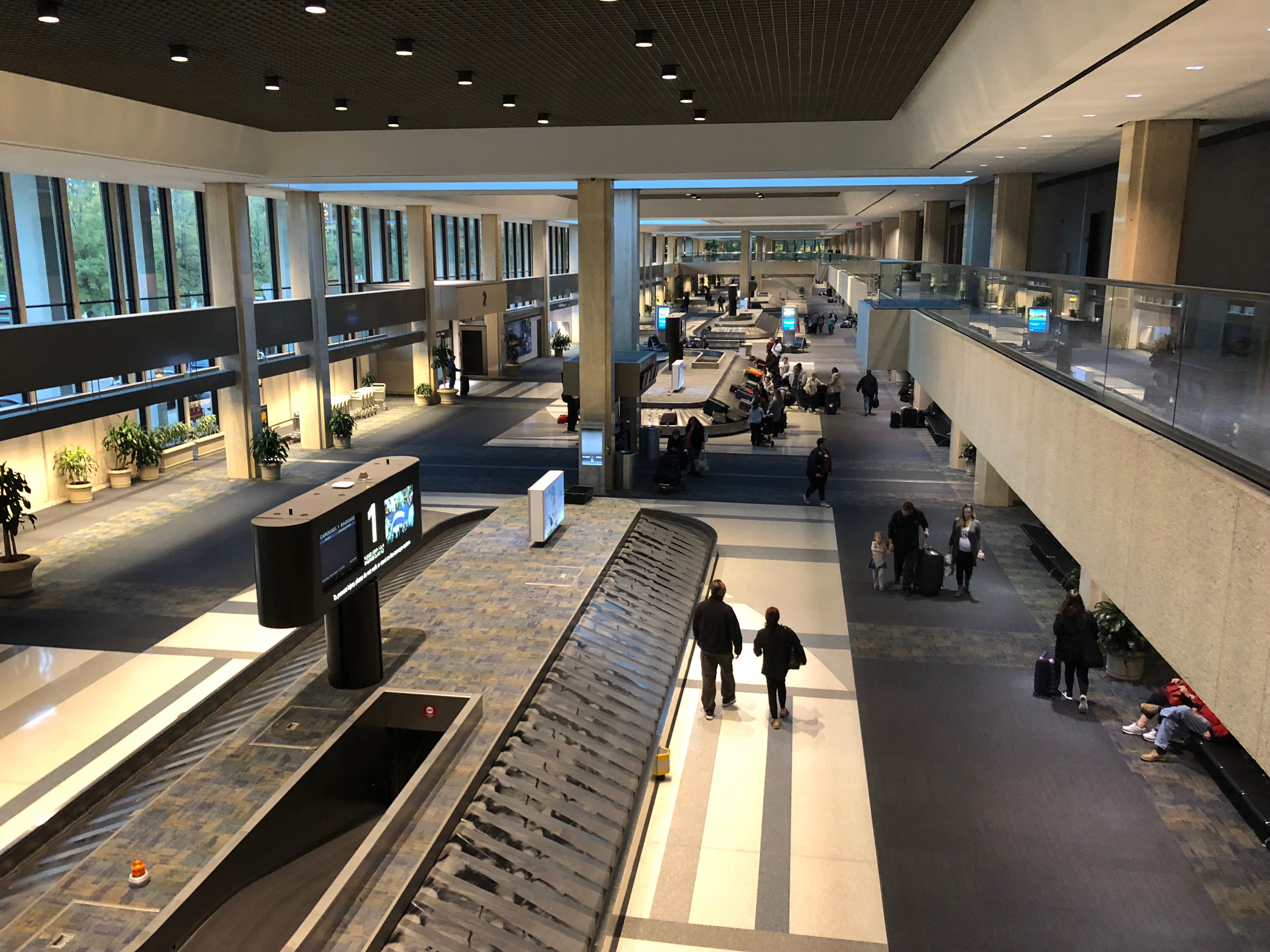
Área de reclamo de equipaje.

El aeropuerto internacional de Norfolk cubre un área de 1.300 acres con las instalaciones aeroportuarias de una pista principal (5-23) de dimensiones 9,000 x 150 pies (2,744 x 46 m) y una pista de vientos cruzados (14-32) de dimensiones 4,876 x 150 pies (1,486 x 46 m). Esto permite la operación de todo tipo de aeronaves regulares, incluyendo los Boeing 747, 757, 767, y todo tipo de modelos de Airbus.
En el año 2006, el aeropuerto tuvo 128.715 operaciones, una media de 352 al día: 44% regular comercial, 33% aviación general, 16% vuelo ejecutivo y 8% militar. En este momento hay 106 aviones que duermen en el aeropuerto: 51% monomotores, 30% multimotores, 17% reactor y 2% helicópteros.
Los servicios de aviación general, son proporcionados por Landmark Aviation con instalaciones de mantenimiento y hangares para aviones privados y ejecutivos. La moderna terminal de 25.000 m² ofrece desde alquiler de aviones a bautizos aéreos y reparación de aviones.
Construida en 1995, la torre de control del tráfico aéreo de la FAA en Norfolk mide 134 pies (40,8 m) de alto. Operada y atendida por la administración de aviación federal, la torre de Norfolk atiende a unos 1.100 aviones al día, 24 horas al día y los 365 días del año. La cobertura de radar está proporcionada por el sistema de la terminal ASR-9 con capacidad de detectar seis tipos de meteorología diferentes. También está disponible un laboratorio de cambio climático (ETG), así como un sistema IDS4, una red informática diseñada para mostrar a los controladores aéreos datos meteorológicos tanto estáticos como en tiempo real así como cambios críticos rápidos.

## Aerolíneas y destinos

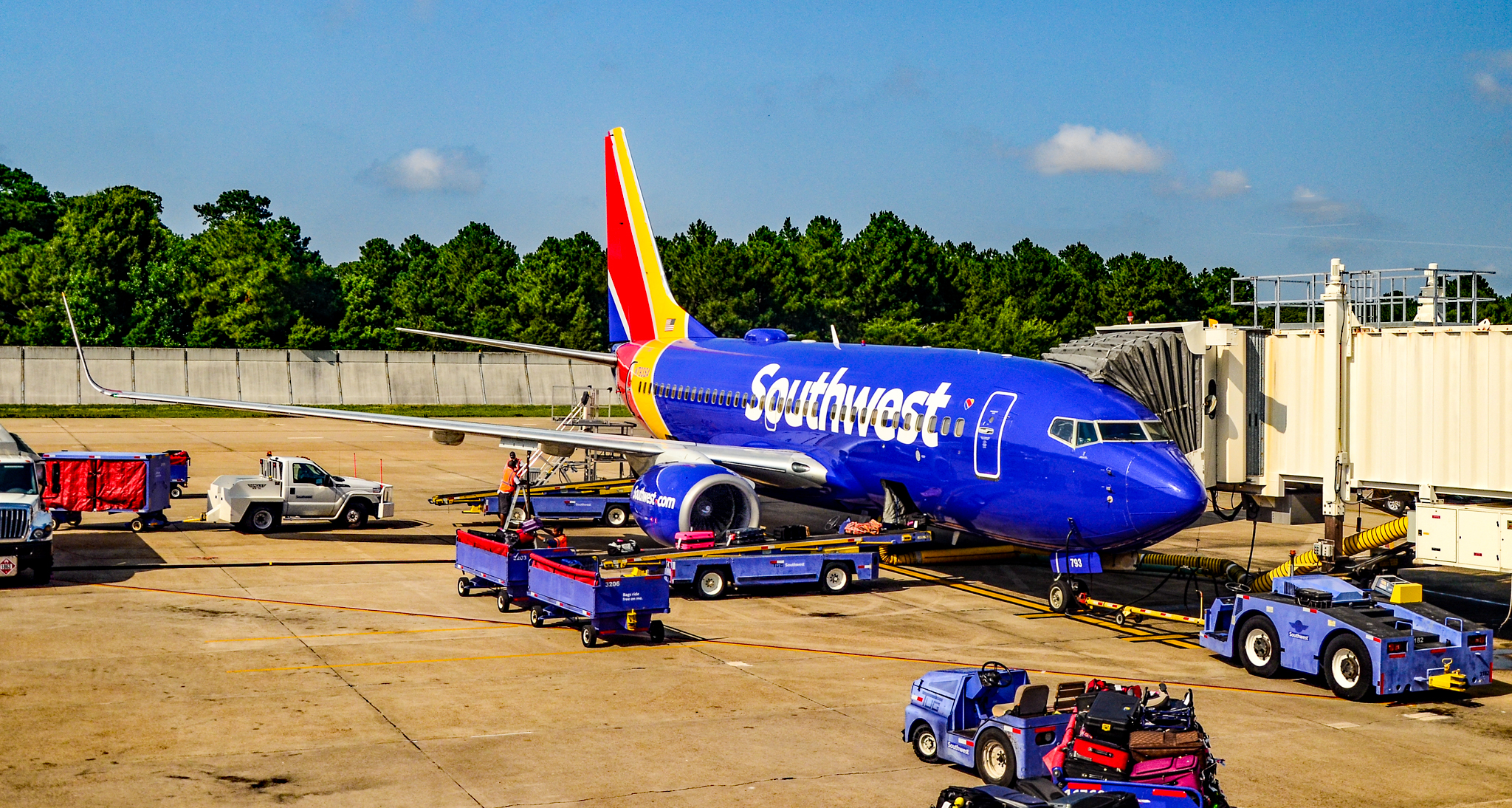
Un Boeing 737-700 de Southwest Airlines en el aeropuerto.

### Pasajeros
| Aerolíneas         | Destinos |
| ------------------ | --- |
| Allegiant Air      | Estacional: Boston, Cincinnati, Fort Lauderdale, Jacksonville (FL), Orlando/Sanford, San Petersburgo/Clearwater |
| American Airlines  | Charlotte, Dallas/Fort Worth, Miami |
| American Eagle     | Charlotte, Chicago–O'Hare, Filadelfia, Nueva York–JFK, Nueva York–LaGuardia, Washington–National Estacional: Miami |
| Breeze Airways     | Charleston (SC), Hartford, Jacksonville, Las Vegas, Long Island/Islip, New Haven, Nueva Orleans, Orlando (inicia el 3 de octubre de 2025), Providence, San Diego, Tampa, West Palm Beach Estacional: Akron/Canton, Columbus-Glenn, Fort Myers, Los Ángeles, Phoenix–Sky Harbor, Pittsburgh, Portland (ME), Siracusa |
| Delta Air Lines    | Atlanta Estacional: Detroit |
| Delta Connection   | Boston, Detroit, Mineápolis/St. Paul, Nueva York–JFK, Nueva York–LaGuardia |
| Frontier Airlines  | Atlanta, Dallas/Fort Worth, Orlando |
| JetBlue Airways    | Fort Lauderdale (inicia el 4 de diciembre de 2025) Estacional: Boston |
| Southwest Airlines | Baltimore, Chicago–Midway, Nashville, Orlando Estacional: Dallas–Love, Denver, San Luis |
| Spirit Airlines    | Detroit, Fort Lauderdale, Nueva York–LaGuardia, Orlando Estacional: Boston |
| United Airlines    | Chicago–O'Hare, Denver, Houston–Intercontinental, Newark, Washington–Dulles |
| United Express     | Newark, Washington–Dulles Estacional: Chicago–O'Hare |

### Carga
El aeropuerto internacional de Norfolk (NIA) está perfectamente preparado para acoger a la industria de carga aérea al albergar una de las más modernas y eficientes instalaciones de carga aérea en el estado de Virginia. Aproximadamente 70 millones de libras de carga aérea son las que se mueven actualmente en el aeropuerto. Todas las aerolíneas de carga operan en NIA incluyendo Airborne Express, FedEx y United Parcel Service. Las dos modernas terminales de carga aérea de NIA proporcionan a sus usuarios 88 000 pies cuadrados (8200 m²) de espacio y puede manejar cualquier clase de carga aérea desde maquinaria industrial hasta delicados perfumes y pescado. Las dimensiones incluyen:
- Bahías de 2000 pies (609,6 m) o más grandes.
- Bahía de 85 a 100 pies (30,5 m).
- Modernas oficinas con un diseño innovador.
- Diseño flexible para atender adecuadamente la carga aérea
- Flexibilidad de espacio de oficinas.
- Aparcamientos: avión, camión y cliente.
- Mínimo de altura de 16 pie (4,9 m).
- Puertas de carga y descarga
- Completa accesibilidad al avión.

| Aerolíneas    | Destinos                                                            |
| ------------- | ------------------------------------------------------------------- |
| FedEx Express | Atlanta, Charlotte, Indianápolis, Manteo, Memphis, Newark, Richmond |
| UPS Airlines  | Columbia (SC), Louisville, Raleigh/Durham, Richmond, Roanoke        |

## Servicios al pasajero

### Transporte terrestre
No hay buses ni lanzaderas en el aeropuerto internacional de Norfolk. La ruta 15 de HRT tiene parada a 1,5 millas (2,4 km) en la intersección de la autopista militar (Ruta 165) y la Norview Avenue (Ruta 247).
Todos los servicios de transporte terrestre están actualmente localizados en la terminal de llegadas. Entre las compañías de alquiler de coches están Alamo Rent A Car, Avis Rent a Car System, Budget Rent a Car, Dollar Rent A Car, Enterprise Rent-A-Car, The Hertz Corporation, National Car Rental, y Thrifty Car Rental. Carey vip Airport Connection es el servicio de lanzaderas autorizado de transportes puerta a puerta a toda la zona de Hampton Roads. El servicio de taxi también está disponible a través de seis compañías diferentes.

### Servicios de internet
La Autoridad Aeroportuaria de Norfolk mantiene un importante sistema de planificación de viajes por Internet que ofrece la posibilidad de reservar vuelos, hoteles y coches de alquiler; así como consultar los vuelos regulares, los vuelos en tiempo real, mapas del aeropuerto e información muy útil para viajes aéreos.
Página web: www.norfolkairport.com 
Correo electrónico: info@norfolkairport.com

### Concesiones
Las concesiones de restaurantes y locales están localizados en la zona de salidas y en ambos módulos de la terminal. Hudson News gestiona las concesiones de locales; y las concesiones de restaurantes por HMS Host Corporation. Las principales tiendas actualmente en el aeropuerto son Hudson News & Book Corner (en la zona de facturación y en los módulos de la terminal), Hudson's $10 Boutique, Travel Tunes, y Discover Hampton Roads/Hampton Roads Racing.
HMS Host gestiona algunos restaurantes y salas vip y están actualmente siendo renovados y remodelados en diversos puntos. En los restaurantes actuales están Freemason Abbey Restaurante y Taberna, A&W Comida Americana, First Colony Coffee, The Virginia Nut Company y Freshens Yogur, Wolfgang Puck To-Go, Back Bay Bistro, USS Norfolk Lounge, y Godfather’s Pizza, Starbucks Coffee, Phillips Seafood, UNO Pizzería, y Great American Bagel Bakery.

### Pasarela peatonal
La terminal de llegadas está conectada con la terminal principal de pasajeros por una pasarela peatonal climatizada y en altura. El puente, totalmente acristalado, ofrece un movimiento confortable y rápido de la terminal de llegadas y aparcamiento adyacente a la segunda planta de la terminal principal y ofrece una vista privilegiada del jardín botánico de Norfolk.

### Aparcamiento
Con nueve plantas, incluyendo una de larga estancia, y adyacente a la terminal de llegadas, fue abierto en julio de 2002 para proporcionar un acceso bajo cubierto y rápidos accesos para los viajeros y clientes del aparcamiento. El aparcamiento avomoda a 315 coches de alquiler en la planta baja, y 2.859 plazas de aparcamiento público en los ocho pisos restantes. Un sistema interior de doble hélice permite un acceso de vehículos de la primera planta al resto. Además hay 4.700 plazas más en territorios anexos al aparcamiento. Los aparcamientos están vigilados las 24 horas, cuenta con un sistema cerrado de video, y teléfonos de atención. Las tarifas del aparcamiento de corta estancia son $1.00/primera hora, $0.75/cada media hora adicional, y un máximo de $18.00/por día. Las tarifas de larga estancia, son de $1.00/cada hora y un máximo de $7.00/diarios.

## Incidentes
El 20 de julio de 2007, un Boeing 767 de American Airlines en ruta del New York a Buenos Aires experimentó un fallo mecánico y se vio obligado a efectuar un aterrizaje de emergencia.
El 26 de octubre a 2006, un a Boeing 737 de Southwest Airlines en ruta de Orlando a Long Island con 137 pasajeros y tripulantes a bordo efectuó un aterrizaje de emergencia en el aeropuerto internacional de Norfolk debido a una sospecha de pérdida de combustible.
El 8 de julio de 2008 un Bombardier CRJ200 de US Airways operado por Air Wisconsin con 21 pasajeros y tres tripulantes a bordo, aterrizó con seguridad después de experimentar un problema con el tren de aterrizaje.
El 4 de abril de 2008 un MD-88 de Delta Airlines en ruta de Florida a Boston con 48 personas a bordo efectuó un aterrizaje de emergencia después de que se notificase humo en la cabina de mando.

## Estadísticas

### Tráfico anual
| Año  | Pasajeros | Año  | Pasajeros | Año  | Pasajeros |
| ---- | --------- | ---- | --------- | ---- | --------- |
| 2002 | 3,464,246 | 2012 | 3,299,712 | 2022 | 4,115,537 |
| 2003 | 3,436,391 | 2013 | 3,112,355 | 2023 | 4,552,582 |
| 2004 | 3,778,216 | 2014 | 2,965,306 | 2024 | 4,864,752 |
| 2005 | 3,884,422 | 2015 | 3,034,407 |      |           |
| 2006 | 3,703,664 | 2016 | 3,209,185 |      |           |
| 2007 | 3,714,323 | 2017 | 3,380,902 |      |           |
| 2008 | 3,549,204 | 2018 | 3,663,996 |      |           |
| 2009 | 3,409,456 | 2019 | 3,981,139 |      |           |
| 2010 | 3,332,466 | 2020 | 1,785,135 |      |           |
| 2011 | 3,193,388 | 2021 | 3,311,121 |      |           |

|  |